# Adolphe Van Glabbeke
 (mai 2025).
La mise en forme du texte ne suit pas les recommandations de Wikipédia : il faut le « wikifier ».
Les points d'amélioration suivants sont les cas les plus fréquents :
- Les titres sont pré-formatés par le logiciel. Ils ne sont ni en capitales, ni en gras.
- Le texte ne doit pas être écrit en capitales (les noms de famille non plus), ni en gras, ni en italique, ni en « petit »…
- Le gras n'est utilisé que pour surligner le titre de l'article dans l'introduction, une seule fois.
- L'italique est rarement utilisé : mots en langue étrangère, titres d'œuvres, noms de bateaux, etc.
- Les citations ne sont pas en italique mais en corps de texte normal. Elles sont entourées par des guillemets français : « et ».
- Les listes à puces sont à éviter, des paragraphes rédigés étant largement préférés. Les tableaux sont à réserver à la présentation de données structurées (résultats, etc.).
- Les appels de note de bas de page (petits chiffres en exposant, introduits par l'outil «  Source ») sont à placer entre la fin de phrase et le point final[comme ça].
- Les liens internes (vers d'autres articles de Wikipédia) sont à choisir avec parcimonie. Créez des liens vers des articles approfondissant le sujet. Les termes génériques sans rapport avec le sujet sont à éviter, ainsi que les répétitions de liens vers un même terme.
- Les liens externes sont à placer uniquement dans une section « Liens externes », à la fin de l'article. Ces liens sont à choisir avec parcimonie suivant les règles définies. Si un lien sert de source à l'article, son insertion dans le texte est à faire par les notes de bas de page.
- La présentation des références doit suivre les conventions bibliographiques. Il est recommandé d'utiliser les modèles {{Ouvrage}}, {{Chapitre}}, {{Article}}, {{Lien web}} et/ou {{Bibliographie}}. Le mode d'édition visuel peut mettre en forme automatiquement les références.
- Insérer une infobox (cadre d'informations à droite) n'est pas obligatoire pour parachever la mise en page.

Pour une aide détaillée, merci de consulter Aide:Wikification.
Si vous pensez que ces points ont été résolus, vous pouvez retirer ce bandeau et améliorer la mise en forme d'un autre article.
Adolphe Van Glabbeke, né le  8 août 1904 à Ostende et mort le 5 juillet 1959 à Zanzibar, est un homme politique belge, flamand, membre du parti libéral.

## Biographie

### Vie privée et formation
Adolphe Van Glabbeke, de son nom complet Adolphe Gustave Maximilien Ernest, est né à Ostende le 8 août 1904 et est marié avec Dame Anna Mullie.
Il étudie à l’Université Libre de Bruxelles, où il devient docteur en droit. Il est, en outre, titulaire d’une licence en droit maritime (ULB), et d’une licence en économie financière. Il obtient plus tard une bourse pour étudier aux États-Unis. Ses matières d’intérêt vont du droit soviétique au droit public américain. Il est d’ailleurs l’auteur de l’ouvrage “ Une législation nouvelle. Quelques aspects positifs du droit soviétique ”, écrit en 1926. 
Il entame après ses études une carrière d’avocat auprès de la Cour d’appel de Bruxelles. Il est également secrétaire particulier auprès du ministre de la Défense Nationale. Il est en outre missionnaire aux États-Unis de 1927 à 1929. 
De 1940 à 1945, Adolphe Van Glabbeke est fait prisonnier politique. Il est d’ailleurs considéré comme un grand résistant (d’après une citation du 25 septembre 1946 du Quartier Général des armées américaines sur le théâtre européen des opérations). Après la libération, Adolphe Van Glabbeke redevient immédiatement actif politiquement.
Il est en outre président national de la Centrale Générale des Syndicats Libéraux de Belgique (CGSLB) de 1944 à 1959, ainsi que du Conseil Supérieur des Œuvres sociales du Parti libéral, de la Commission du Code civil du Travail et de la Commission d’Études du Contrat de Travail. Il est davantage membre de la Commission des Accidents du Travail, de la Commission des Réformes de structure, du Conseil Consultatif de l'Office National des Allocations familiales, du Comité de Contrôle et du contentieux, et du Centre d'Étude et de Documentation des Allocations familiales. De plus, il est administrateur de la Caisse Nationale de Compensation, de la Caisse Mutuelle Nationale et de la Caisse auxiliaire Nationale des Allocations familiales. Enfin, il est membre du Comité National d'Administration du Fonds National d'Assurances Maladie-Invalidité.
En 1952, il rejoint la C.R.B. fellow (fondation universitaire).
Il meurt subitement à Zanzibar, en mission, le 5 juillet 1959.

### Carrière politique
Adolphe Van Glabbeke est élu député suppléant à la Chambre des Représentants en 1932. Il commence véritablement sa carrière politique en tant que député en 1936 pour le parti libéral dans l'arrondissement de Furnes-Dixmude-Ostende, fonction qu’il tiendra jusqu'en 1959. Il est également actif dans la politique municipale à Ostende (échevin à partir de 1953 et bourgmestre de 1953 à 1958).
Il occupe aussi de nombreux postes au sein de gouvernements exécutifs. Il remplit d’abord la fonction de Ministre de l’Intérieur au sein du Gouvernement Van Acker I et Van Acker II (du 12 février 1945 au 16 juin 1945), puis celle de Ministre de la Justice au sein du Gouvernement Van Acker III (du 31 mars 1946 au 9 juillet 1946). Il devient ensuite Ministre de la Santé publique et de la Famille au sein du Gouvernement Eyskens I (du 2 aout 1949 au 30 avril 1950), et Ministre des travaux publics au sein du Gouvernement Van Acker IV (du 23 avril 1954 au 13 janvier 1955).
En 1950 et 1951, il est aussi délégué de la Belgique auprès de l’ONU. Il collaborera en outre à l’établissement du Conseil d’État.

#### Février 1945-Juin 1945: Ministre de l’intérieur
Lorsqu’il occupe la fonction de Ministre de l’Intérieur, Adolphe Van Glabbeke est radical à l’égard de la collaboration, ainsi qu’envers ceux qui avaient cherché une forme d’accommodement pendant l’occupation, bien qu’il proteste au Parlement contre la position davantage sévère des communistes. Lors de la capitulation finale de l’Allemagne le 8 mai 1945, sous la pression de vagues d’émeutes, il fera d’ailleurs réinterner de nombreux suspects récemment libérés.
Il dénonce pour autant les abus au sein des camps d’internement pour anciens collaborateurs, ainsi que les conditions inhumaines dans lesquelles de nombreuses personnes innocentes étaient détenues.  
Il avait en outre une certaine adversité pour Leopold III, les anciens collaborateurs, le Parti populaire chrétien, ainsi que les ministres du gouvernement de 1940 qui, selon lui, ont échoué, ayant envisagé de retourner dans le pays occupé après la capitulation française et donnant leur accord à une victoire allemande. 
Il s’oppose enfin radicalement au nationalisme flamand. 

#### Mars 1946-Juillet 1946: Ministre de la Justice
En tant que ministre de la justice au sein du gouvernement Van Acker III (coalition des partis socialiste, libéral, et communiste), il joue un rôle important dans la politique de punition et d'épuration de l'administration. Sa politique de répression de la collaboration économique sera néanmoins jugée trop laxiste, entraînant la démission du gouvernement Van Acker II.
Pendant l’exercice de ses fonctions, le 3 avril 1946, Adolphe Van Glabbeke gracie un premier condamné à mort, au regard de l’état mental de celui-ci. Les octrois de grâce se multiplieront alors, de telle sorte qu’apparaît une véritable politique où des principes favorable à la miséricorde sont mises en place, parallèlement avec l’accumulation de demandes de grâce. Adolphe Van Glabbeke mettra aussi fin à l’internement. Verront en outre le jour au début de son mandat le Service de grâce et le Service de la libération provisoire et conditionnelle.
Il sera en moyenne le ministre le plus actif dans l’exécution des condamnations à mort dans les années 1944-1950. Il est en outre soupçonné d'avoir protégé les auteurs du dynamitage de la Tour de fer depuis son poste de ministre.

#### Avril 1954-Janvier 1955: Ministre des Travaux Publics
Adolphe Van Glabbeke cumule sa fonction de ministre des Travaux Publics avec celle d'échevin d'Ostende. Dans le cadre de la construction d'une école près de la gare d'Ostende, il met en place un bureau d’études pour superviser celle-ci. Or, il est plus tard révélé que son beau-frère est à la tête du bureau. Il fait donc l’objet d’accusations de corruption de la part de l’opposition. Par conséquent, M. Adolphe Van Glabbeke rend sa démission de son poste de ministre des Travaux Publics le 13 janvier 1955. 

### Engagement syndical
Adolphe Van Glabbeke fut président de la CGSLB de 1944 à 1959. Alors que, à la suite de la Seconde Guerre mondiale, le syndicat avait été complètement décapité, Van Glabbeke fait rapidement renaitre l’organisation de ses cendres. Durant son mandat, le syndicat entretient des liens forts avec le parti libéral dont il était député.  
Siégeant dans les gouvernements Van Acker quand il détenait les portefeuilles de Ministre de l’Intérieur et de la Justice, il défend les intérêts du syndicat au niveau gouvernemental, de telle sorte que la CGSLB, malgré son faible nombre de membres, est invariablement invitée au sommet officiel avec le ministre de l’Intérieur, les employeurs et le gouvernement.
Adolphe Van Glabbeke insiste en outre à de très nombreuses reprises pour qu'une représentation minimale, sinon proportionnelle, soit reconnue à la troisième "organisation représentative des travailleurs" et ce, à tous les échelons de la vie paritaire. Il intervient d’ailleurs à différentes occasions au Parlement pour demander une meilleure prise en compte de l’organisation.
Ainsi, sous son impulsion, en 1954, alors qu’il était ministre des Travaux publics et de la Reconstruction, le syndicat libéral pourra revendiquer de siéger dans pratiquement toutes les commissions paritaires. En effet, Adolphe Van Glabbeke menace de démissionner si aucun accord permettant à la CGSLB d’intégrer les commissions paritaires n'est trouvé avant les élections sociales de décembre 1954.
Sous son mandat, la CGSLB est officiellement reconnue avec la publication de l'Arrêté du Régent du 27 juillet 1946.

### Dissensions avec le Parti Libéral
À la suite des élections législatives de 1958 ayant offert au P.S.C. 104 sièges au sein de la Chambre des Représentants (soit 3 de moins pour obtenir une majorité), et des négociations en vue de former un gouvernement majoritaire ayant échoué, (M.) Gaston Eyskens entreprend de former un gouvernement minoritaire. Adolphe Van Glabbeke, alors député-bourgmestre d’Ostende, crée la surprise en votant, simultanément avec le libéral (M.) Hilaire Lahaye, la confiance (partiellement pour éviter un retour aux urnes qui aurait pu renforcer leur précarité électorale). M. Van Glabbeke va alors directement contre les instructions de son propre parti, et donne au gouvernement Eyskens la majorité de votes requise.
En réponse au vote de M. Van Glabbeke, les dirigeants nationaux du parti libéral se réunissent pour réfléchir à une sanction éventuelle, parmi laquelle sont envisagés une exclusion du parti ou une suspension temporaire. M. Van Glabbeke et M. Lahaye sont alors défendu vigoureusement par les fédérations d’arrondissement d’Ypres et de Furnes-Dixmude-Ostende. Finalement, le président du parti libéral opte pour une suspension temporaire les empêchant de participer aux réunions du parti, et forme un comité de trois personnes voué à prononcer d’autres sanctions. Les dirigeants de Furnes-Dixmude-Ostende préviennent alors le comité que si M. Van Glabbeke venait à être exclu du parti, les libéraux n’obtiendront plus jamais de siège dans l’arrondissement. Le comité publie finalement un rapport indiquant qu’imposer une discipline de parti est contraire aux valeurs de celui-ci, et renonce à prendre davantage de sanctions.

## Distinctions
- Commandeur de l'Ordre de Léopold avec rayure d'or (au titre de la Reconnaissance Nationale)[2]
- Croix civique de première classe 1940-1945 (au titre de la Reconnaissance Nationale)[2]
- Croix du prisonnier politique avec deux étoiles d'argent[2]
- Grand officier de la Légion d'Honneur[21]
- Médaille de la Liberté avec palme d'argent (États-Unis)